# 日本國鐵ED62型電力機車
ED62型电力机车（日语：ED62形電気機関車）是日本国有铁道的直流电力机车车型之一，适用于供电制式为1500伏直流电的电气化铁路，是由ED61型电力机车改造而成。

## 历史

### 登场背景
1950年代末，日本国铁研制了带有再生制动的ED61型电力机车，并投入到中央本線运用，但在机车运用过程中亦暴露了传动装置和再生制动的一些不足之处。1964年起，新一代的EF64型电力机车开始投入中央本线运用，并逐渐取代了功率較小的ED61型电力机车。至1970年代，飯田線亦迫切需要一种新型直流电力机车来担当货物列车牵引任务，替代在大正时代从国外进口或从私铁收购的各种旧型电力机车。因此，日本国铁决定利用中央本线剩余的ED61型电力机车，将其改造成适合饭田线使用的轻轴重电力机车，经过改造后的机车改称为ED62型电力机车。
改造内容包括拆除再生制动设备，将原本吊挂于车体下方的设备改为设置于车体内部，而两台转向架之间腾空出来的位置，则用来增加一台TR109型中间单轴转向架，机车轴式亦变为Bo-1-Bo。这一无动力轮对用于分担车体重量，因此即使改造后机车整备重量由60吨增加至62吨，但平均轴重却由15吨减轻至13吨，大大降低了机车运行时的轮轨作用力，提高了机车对各种线路条件的适应能力。此外，还可以通过调节空气弹簧的内部压力，改变两端和中间转向架的轴重分配，使动轮轴重可以根据实际牵引需要而设定为13吨或14吨。
1974年，国铁长野工厂（今长野综合车辆中心）完成首台ED62型电力机车的改造，并投入饭田线进行各种运行试验。1975年至1976年间，根据首台机车的试验结果对其作出改进后，又完成改造了8台机车。1977年至1979年间，长野工厂对余下的9台机车进行了改造。由于ED62型电力机车主要运用于饭田线南部地区的丰桥至饭田间，因此后期完成改造的ED62 11～18号机车取消了重联控制用的KE57A型电气连接器，后来其他车辆亦作出了相同变更。此外，最后完成改造的ED62 18号机车（原ED61 15号机车），并没有继续采用原本的DT900型转向架，而是改为装用和其他机车相同的DT106型转向架。
| ED62（改造后编号） | 1 | 2 | 3 | 4 | 5 | 6  | 7 | 8  | 9 | 10 | 11 | 12 | 13 | 14 | 15 | 16 | 17 | 18 |
| ------------------ | - | - | - | - | - | -- | - | -- | - | -- | -- | -- | -- | -- | -- | -- | -- | -- |
| ED61（改造前编号） | 3 | 2 | 9 | 8 | 6 | 14 | 4 | 11 | 1 | 13 | 10 | 5  | 12 | 16 | 7  | 17 | 18 | 15 |

### 运用历史
1976年，首批完成改造的ED62 1～9号机车配属伊那松島机关区，全部投入饭田线运用，并淘汰了老旧的ED18、ED19型电力机车。1979年，第二批完成改造的ED62 10～18号机车配属丰桥机关区（今丰桥运输区），替换原本使用的EF10型电力机车。同年春季，爱知县举行第三十届全国植树祭期间，ED62 15号机车被选定为御召列车在饭田线的牵引机车。
1983年7月，由于饭田线饭田以南的定期货物列车全部停运，全数18台ED62型电力机车转配属滨松机关区（今滨松运输区）。1984年1月，ED62 10、17号机车转配属松本运转所北松本支所及投入大糸線运用。1984年11月，ED62 14号机车率先除籍，并移交滨松工厂作为调车机车使用。1985年3月，滨松机关区的其中5台ED62型电力机车转配属沼津机关区，并于同年陆续报废；同时，其余12台ED62型电力机车转配属篠之井机关区。1987年2月，篠之井机关区又报废了其中4台ED62型电力机车。
1987年4月國鐵分割民營化之后，尚存的8台ED62型电力机车（3～7、15～17）全部由日本貨物鐵道（JR货物）继承。1996年2月19日，ED62 15号机车在篠之井综合铁道部报废。同年9月30日，饭田线的石油专用列车停运后，ED62型电力机车基本上只用于牵引临时列车或作为后备机车。1997年3月22日，随着饭田线正式终止货运业务，JR货物的ED62型电力机车全部停运及封存。1998年10月，ED62 3～7号机车在篠之井综合铁道部除籍报废。2002年3月，ED62 16、17号机车亦除籍报废。

## 车辆保存
- ED62 1号机车：静态保存于东日本旅客铁道长野综合车辆中心。
- ED62 17号机车：静态保存于日本货物铁道大宫车辆所（日语：大宮車両所）。